# Hahniidae
Famille
Les Hahniidae sont une famille d'araignées aranéomorphes.

## Distribution

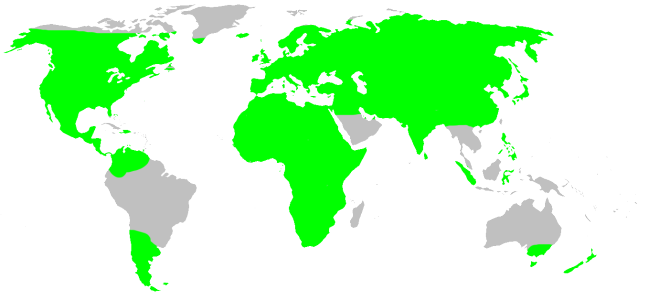
Distribution

Les espèces de cette famille se rencontrent sur tous les continents sauf aux pôles.

## Description
Ce sont de petites araignées vivant près du sol. Ces espèces tissent une toile très délicate en forme de nappe et qui ne comporte pas de loge. L'araignée se déplace sur cette toile selon le mode des tégénaires, à savoir sur le dessus. Très voisines des Agelenidae, elles s'en distinguent cependant par leur taille faible, ne dépassant pas 5 mm.

## Paléontologie
Cette famille est connue depuis le Paléogène.

## Liste des genres
Selon World Spider Catalog (version 25.0, 11/05/2024) :
- Alistra Thorell, 1894
- Amaloxenops Schiapelli & Gerschman, 1958
- Antistea Simon, 1898
- Asiohahnia Ovtchinnikov, 1992
- Austrohahnia Mello-Leitão, 1942
- Cybaeolus Simon, 1884
- Goblinia Lin & Li, 2023
- Hahnia C. L. Koch, 1841
- Hahniharmia Wunderlich, 2004
- Harmiella Brignoli, 1979
- Hexamatia Rivera-Quiroz, Petcharad & Miller, 2020
- Iberina Simon, 1881
- Intihuatana Lehtinen, 1967
- Kapanga Forster, 1970
- Kasha Dupérré & Tapia, 2024
- Lizarba Roth, 1967
- Myahnia Lin & Li, 2023
- Neoantistea Gertsch, 1934
- Neoaviola Butler, 1929
- Neohahnia Mello-Leitão, 1917
- Pacifantistea Marusik, 2011
- Paramito Dupérré & Tapia, 2024
- Porioides Forster, 1989
- Pristirana Dupérré & Tapia, 2024
- Rinawa Forster, 1970
- Scotospilus Simon, 1886
- Sinahahnia Wang & Zhang, 2024
- Troglohnia Lin & Li, 2023
- Typhlohnia Lin & Li, 2023

Selon World Spider Catalog (version 23.5, 2023) :
- † Cymbiohahnia Wunderlich, 2004
- † Eocryphoeca Petrunkevitch, 1958
- † Eocryphoecara Wunderlich, 2004
- † Eohahnia Petrunkevitch, 1958
- † Protohahnia Wunderlich, 2004

## Systématique et taxinomie
Cette famille a été décrite par Bertkau en 1878.
Cette famille rassemble 239 espèces dans 29 genres actuels.
La composition de cette famille a été modifiée par Wheeler et al. en 2017 : les Cicurininae ont été inclus et les Cryphoecinae exclus. Les Cicurininae sont élevés au rang de famille par Gorneau et al. en 2023

## Publication originale
- Bertkau, 1878 : « Versuch einer natürlichen Anordnung der Spinnen nebst Bemerkungen zu einzelnen Gattungen. » Archiv für Naturgeschichte, vol. 44, no 1, p. 351–409 (texte intégral).